# Hope Jahren
A. Hope Jahren (née le 27 septembre 1969) est une géochimiste et géobiologiste américaine. Professeure à l'université d'Hawaï, elle est surtout connue pour son utilisation de l'analyse isotopique de forêts de l'Éocène. Elle a remporté de nombreux prix, dont la médaille James B. Macelwane (en) de l'Union américaine de géophysique. Son livre Lab Girl (2016) a été bien reçu par la critique, présentant un mélange entre des mémoires et la vulgarisation scientifique,.

## Biographie
Jahren naît à Austin (Minnesota) le 27 septembre 1969. Elle a trois frères aînés et son père enseigne les sciences. En 1991, elle termine ses études de premier cycle en géologie à l'université du Minnesota.